# Cacosternum karooicum
Cacosternum karooicum é uma espécie de anfíbio da família Petropedetidae.
É endémica da África do Sul.
Os seus habitats naturais são: matagal árido tropical ou subtropical, rios intermitentes, marismas intermitentes de água doce, áreas rochosas e lagoas.